# Prunell de Gavá
Prunell de Gavá es una variedad cultivar de ciruelo (Prunus domestica), de las denominadas ciruelas europeas,
una variedad de ciruela oriunda de la comunidad autónoma de Cataluña, Gavá (Barcelona). Las frutas tienen un tamaño medio, color de piel rojo suave tachonado y estriado de carmín no uniforme, viéndose en parte el fondo amarillo ambarino transparente, y pulpa de color amarillo ámbar, transparente, con textura blanda, muy jugosa, algo fibrosa, y un sabor poco dulce, algo ácido, soso e insípido.

## Historia
'Prunell de Gavá' variedad de ciruela local cuyos orígenes se sitúan en la zona del Llobregat, comunidad autónoma de Cataluña, Gavá (Barcelona).
'Prunell de Gavá' está cultivada en el banco de germoplasma de cultivos vivos de la Estación experimental Aula Dei de Zaragoza. Está considerada incluida en las variedades locales autóctonas muy antiguas, cuyo cultivo se centraba en comarcas muy definidas, que se caracterizan por su buena adaptación a sus ecosistemas, y podrían tener interés genético en virtud de su características organolepticas y resistencia a enfermedades, con vista a mejorar a otras variedades.

## Características
'Prunell de Gavá' árbol de porte extenso, vigoroso, erguido, muy fértil y resistente. Las flores deben aclararse mucho para que los frutos alcancen un calibre más grueso. Tiene un tiempo de floración que comienza a partir del 16 de abril con el 10% de floración, para el 20 de abril tiene una floración completa (80%), y para el 29 de abril tiene un 90% de caída de pétalos.
'Prunell de Gavá' tiene una talla de tamaño medio, de forma redondeado-acordada, simétrica, con la sutura poco acentuada, línea más clara o del mismo color de la chapa, superficial;epidermis tiene una piel fuerte, ácida, sin pruina ni pubescencia, de color rojo suave tachonado y estriado de carmín no uniforme, viéndose en parte el fondo amarillo ambarino transparente, presentando un punteado menudo, en general más abundante en la zona pistilar, de color crema o "russetting"-ruginoso, formando a veces pequeñas cicatrices, aureola carmín sobre fondo y más oscura sobre la chapa; Pedúnculo corto, curvo, ubicado en una cavidad del pedúnculo estrecha y poco profunda;pulpa de color amarillo ámbar, transparente, con textura blanda, muy jugosa, algo fibrosa, y un sabor poco dulce, algo ácido, soso e insípido.
Hueso adherente, pequeño, elíptico, semi-globoso, muy apuntado en el polo pistilar, con el surco dorsal muy marcado pero con los labios redondeados, surcos laterales variables, desde casi superficiales a bastante marcados, también con los bordes romos, y las caras laterales arenosas.
Su tiempo de recogida de cosecha se inicia en su maduración en la primera quincena de junio.

## Usos
La ciruela 'Prunell de Gavá' se comen crudas de fruta fresca en mesa, y debido a su sabor poco dulce, algo ácido, soso e insípido se transforma en mermeladas, almíbar de frutas o compotas para su mejor aprovechamiento.

## Cultivo
Autofértil, es una muy buena variedad polinizadora de todos los demás ciruelos.